# Pam Pam Ida
Pam Pam Ida ist eine deutsche Band aus Sandersdorf (Altmannstein).

## Geschichte
Der Name Pam Pam Ida soll einem Traum des Schlagzeugers Julian Menz entstammen.
Andreas Eckert, Julian Menz und Thomas Thumann spielten bereits zusammen in der Band Ludwig Two, mit welcher sie bis September 2017 aktiv waren. Die Texte von Ludwig Two waren im Gegensatz zu den bairischen Pam Pam Ida-Songs auf Englisch verfasst.
Ihr erstes Musikvideo „Gockl“ veröffentlichte Pam Pam Ida im November 2015. Kurz darauf lud Bayern-3-Moderator Matthias Matuschik die Band in seine Sendung Matuschke ein und erklärte den Song „Gockl“ zu seinem 270. Liebling der Woche. Später wurde dieser vom Radio-Publikum zu Matuschkes Liebling des Jahres 2015 gewählt.
Im Jahr 2016 folgten die Veröffentlichungen der Musikvideos Schultertanz, Vaterland, Bleib bei mir (live) und Nix vom Lem.
Im Januar 2017 spielte Pam Pam Ida ihr erstes Live-Konzert auf der Kleinkunstbühne Neue Welt in Ingolstadt. Es folgte die Altmodisch-Tournee mit Auftritten unter anderem im Schwabinger Vereinsheim, dem Scharfrichterhaus in Passau und dem Tollwood-Festival in München.
Im Juli 2017 trat sie beim Heimatsound-Festival im Oberammergauer Passionsspielhaus auf.
Das Debütalbum Optimist wurde am 28. Juli 2017 veröffentlicht.

„Es haut mich ziemlich um. Für mich ist ‚Optimist‘ eines der besten bayerischen Alben der letzten Jahre.“

2018 bekam die Band den Kleinkunstpreis Ravensburger Kupferle verliehen.
Die Titelmelodie der Serie Watzmann ermittelt entstammt dem Lied Schultertanz.
Aus dem im Januar 2019 veröffentlichten zweiten Album Sauber wurde der Song Bis auf die Knochen von Matthias Matuschik zum 377. Liebling der Woche erklärt.
Ausschnitte eines Konzerts vom 16. Mai 2019 auf dem Irschenberg-Festival wurden von Bayern 2 im Rahmen der Sendung radioMitschnitt am 10. Juni 2019 übertragen.

„Eckert und die Band haben sich weiterentwickelt, sind erwachsener geworden, ohne ihren Spieltrieb zu verlieren.“

Zur Veröffentlichung des dritten Albums Frei spielte Pam Pam Ida mit dem Silberfischorchester am 24. September 2020 ein Konzert in der Ü-Wagen-Garage des Bayerischen Rundfunks, das auf Bayern 2 live übertragen und von Achim Bogdahn moderiert wurde.

„Das Himmelsstürmer-Sextett ‚Pam Pam Ida‘ schwingt sich mit dem dritten Album ‚Frei‘ zu neuen Höhen auf.“

Im Juli 2023 trat die Band erneut beim Heimatsound-Festival auf.

## Band
Pam Pam Ida tritt meist als sechsköpfige Formation oder in Begleitung eines Streichquartetts unter dem Namen Pam Pam Ida und das Silberfischorchester auf.
Andreas Eckert formierte die aktuelle Besetzung.
Das Silberfischorchester besteht in der Regel aus folgenden Musikern:
- Anna Helbich (Geige)
- Franziska Kiesel / Kristin Schorr (Geige, Bratsche)
- Christoph Leonbacher (Geige, Bratsche)
- Ricarda Herrnböck / Lisa Albinger (Cello)

## Diskografie
Studioalben
- Optimist (2017, F.A.M.E. Recordings)
- Sauber (2019, F.A.M.E. Recordings)
- Frei (2020, F.A.M.E. Recordings)[15]
- Trilogie (2023, F.A.M.E. Recordings) – Dieses Album setzt sich aus den drei bereits erschienenen EPs Nix Versammt (1/3), Reparaturwerkstatt Nübl (2/3) und Koa Moang (3/3) zusammen.[16]
- Das Beste bisher (2023, F.A.M.E. Recordings)[17]
- Nehmts mi mit (2024, F.A.M.E. Recordings)[18]

EPs
- Altmodisch (2017, Eigenproduktion auf MC)
- Nix Versammt (1/3) (2022, F.A.M.E. Recordings)[19]
- Reparaturwerkstatt Nübl (2/3) (2022, F.A.M.E. Recordings)[20]
- Koa Moang (3/3) (2022, F.A.M.E. Recordings)[21]